# Egg Island (Antarktika)
Egg Island (von englisch egg ‚Ei‘, in Argentinien und Chile gleichbedeutend Isla Huevo) ist eine runde Insel mit einem Durchmesser von 2,5 km und einer Höhe von bis zu 310 m vor der Südseite der Trinity-Halbinsel am nördlichen Ende der Antarktischen Halbinsel. In der Gruppe der Islas Águila liegt sie 1,5 km westlich von Tail Island im nordöstlichen Teil des Prinz-Gustav-Kanals.
Entdeckt wurde die Insel vermutlich durch eine von Johan Gunnar Andersson geleitete Mannschaft bei der Schwedischen Antarktisexpedition (1901–1903) unter der Leitung Otto Nordenskjölds. Der Falkland Islands Dependencies Survey kartierte sie 1945 und benannte sie nach ihrer relativen geografischen Lage zu den benachbarten Inseln Tail Island, Eagle Island und Beak Island.